# Chaetophiloscia illyrica
Chaetophiloscia illyrica är en kräftdjursart som först beskrevs av Karl Wilhelm Verhoeff 1901.  Chaetophiloscia illyrica ingår i släktet Chaetophiloscia och familjen Philosciidae. Inga underarter finns listade i Catalogue of Life.